# 5-Hidroksitriptofan
5-Hidroksitriptofan (5-HTP, oksitriptan) aminokiselina je i hemijski prekurzor koji se prirodno javlja. On je metabolički intermedijer biosinteze neurotransmitera serotonina i melatonina iz triptofana.
5-HTP je u prodaji na slobodno u znatnom broju zemalja kao prehrambeni dodatak. On se koristi kao antidepresant, supresant apetita, i sredstvo za spavanje. Neka od njegovih prodajnih imena su: Cincofarm, Levothym, Levotonine, Oxyfan, Telesol, Tript-OH, i Triptum. Nekoliko dvostruko slepih placebom kontrolisanih kliničkih ispitivanja je pokazalo da je efektivan za tretiranje depresije. Dodatne studije, većih razmera su neophodno da bi njegova efikasnost u potpunosti potvrdila.

## Spoljašnje veze
|  | Molimo Vas, obratite pažnju na važno upozorenje u vezi sa temama iz oblasti medicine (zdravlja). |